# زیادالله شهیدی
زیادالله شهیدی (تاجیکی: Зиёдулло Шаҳидӣ؛ ۴ مهٔ ۱۹۱۴ – ۲۵ فوریهٔ ۱۹۸۵) آهنگساز اهل تاجیکستان بود. از وی به عنوان پدر موسیقی سمفونیک تاجیکستان یاد می‌شود. او که دانش‌آموخته کنسرواتوار  مسکو بود در طول دوران فعالیت هنری خود برندهٔ جوایزی همچون نشان برجسته افتخار و نشان پرچم سرخ کار شد.